# 因島空襲
因島空襲（いんのしまくうしゅう）は、太平洋戦争中の1945年（昭和20年）3月19日と7月28日に行われた、連合国軍空母機動部隊航空隊による、広島県の因島での空襲。破壊目標となった日立造船の社史には簡素に書かれているのみで、広島県および旧因島市（現尾道市）の歴史資料ではほとんど扱っていないため、詳細な被害状況がわかっていない。なお7月28日には呉鎮守府・呉海軍工廠への空襲である呉軍港空襲も起こっており、同時作戦であった。

## 背景

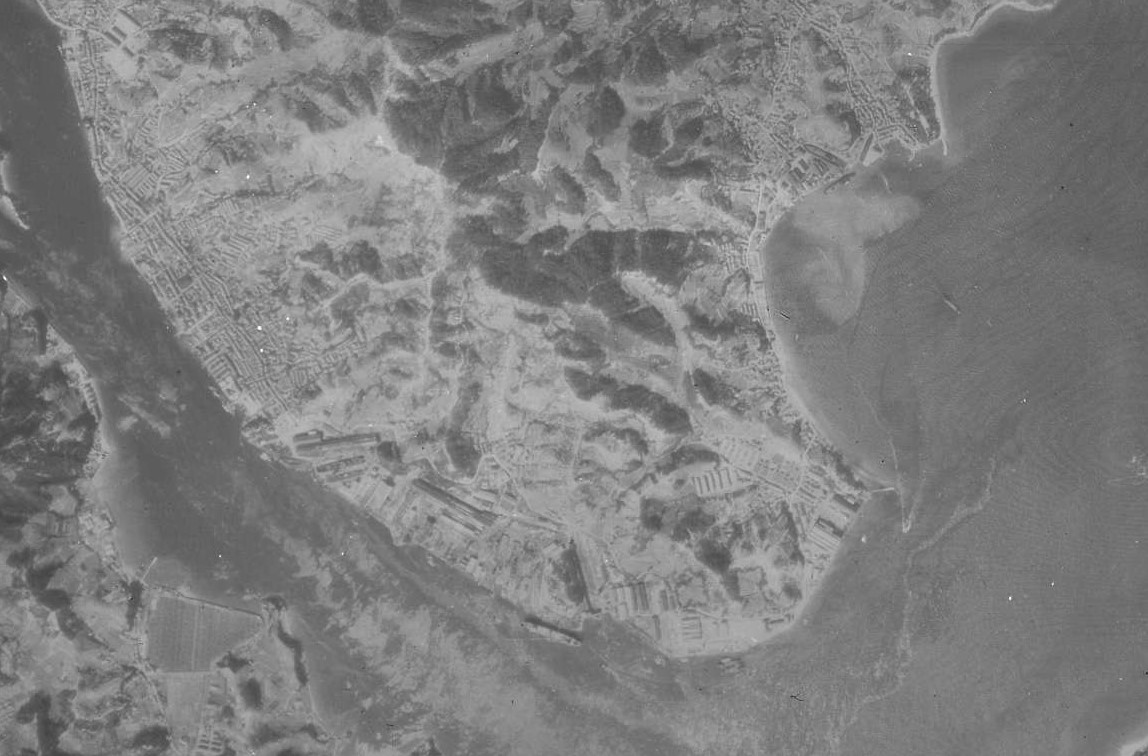
1947年、つまり終戦2年後に米軍が撮影した因島南部。下一帯が因島工場。三庄工場は右の湾にありドックが見える。

因島は「造船の島」と言われる。ここの南には瀬戸内海有数の難所である来島海峡があり船のトラブルが多発していたことから、これに対応するため近代的な造船所が造られていった。現在因島土生町にある造船所一帯は元々日立造船因島工場の一つの敷地であり、その前身にあたる大阪鐵工所が1911年（明治44年）に開業したもの。また因島三庄町の海辺沿いの敷地は元々備後船渠という会社が経営していた造船所であったが、大阪鐵工所が経営参入し1918年（大正7年）大阪鐵工所備後工場となり、のち日立造船三庄工場となる。第一次世界大戦時の大戦景気では造船ブームに沸き、島の経済は造船が中心となっていった。また日立造船は太平洋戦争中にこの島の北側である向島にも造船所・日立造船向島工場を操業している。
太平洋戦争中、日立造船は軍需工場に指定され陸軍および海軍の輸送艦や特殊船を建造していた。県内でも有数の規模の軍需工場で、当時工員は1万人規模であったと言われている。こうした状況から住民は空襲に対する警戒を強めていた。
工員には徴用工や学徒勤労動員の他に捕虜もいた。学徒動員の主力は旧制尾道商業（広島県立尾道商業高等学校）や旧制尾道中学（広島県立尾道北高等学校）からだった。捕虜は、1942年11月八幡仮俘虜収容所因島分所が開所、東南アジアや香港で捕虜となったイギリス兵を中心とした約200人が三庄工場の南側に収容され、日立2工場に従事していた。彼らは捕虜の間、主に栄養失調が原因で12人が死亡している。同様に日立向島工場にもいた（旧向島捕虜収容所メモリアルプレート参照）。
そして工場を守るため陸軍船舶司令部（暁部隊）機動輸送第22中隊が駐屯し、工場周辺のみならず岩城島など南側対岸の島々に高射砲が置かれていた。

## 空襲
空襲は1945年3月19日と同年7月28日の2度あった。ただ日立造船の社史では、「工場の施設も損害を受けたが、ほとんど操業に影響はなかった」のみ書かれている。旧因島市の資料では空襲があったこと以外は書かれていない。被害者の証言以外で現在発見されている主な資料は以下のとおり。
- 『土生町警防団日誌』- 現在の因島土生町消防団の日誌[5]
- 『昭和二十年度日誌　土生国民学校』 - 土生国民学校（のちの土生小学校、現在の尾道市立因島南小学校）教員が残した日誌[5]
- テレンス・ケリー『By Hellship to Hiroshima』（『Living with Japanese』から改題） - イギリス人捕虜だった作家の著作[12]
- 捕虜トム・ジャクソンの日記[13]

以下、わかっている範囲内で列挙する。

### 3月19日
- 『広島県戦災史』広島県1988年刊には日立造船関係者の談話として、朝グラマンが飛来し修繕を終えていた商業貨物船帝立丸が被害、工員1人死亡・技師1人が右手を失った、とある[2]。
- 『土生町警防団日誌』によると「9時40分カラ11時頃マデ間ヲオイテ敵機来襲。空カラ機銃掃射並工場地区ヘ小型爆弾少数投弾ス」[2]とある。
- 『By Hellship to Hiroshima』には、被害は小さかったが日本人に対する精神的なダメージでは効果はあった、とある[12]。

被害者証言から少なくとも5人以上が亡くなったとみられている。なおこの空襲で亡くなった捕虜はいない。
7月27日、つまり2度目の因島空襲の前に向島工場が空襲された。27日向島での空襲では捕虜は死亡していない。

### 7月28日
- アメリカ海軍公式発表では、第3艦隊から出撃した航空機が呉軍港を中心に瀬戸内海海域・名古屋・北部九州に打撃を与え、因島で海軍予備光隆丸を沈め、商業貨物船大玄丸に損害、海軍貨物船日寅丸を沈め死傷者を出す[2]。イギリス軍の資料によると、紀伊半島沖に停泊した空母から飛び立ったイギリス海軍爆撃機および戦闘機計35機が因島工場を目標として500ポンド爆弾で攻撃した[1]。『By Hellship to Hiroshima』によると40から50機による空襲[12]。アメリカ国立公文書記録管理局には三庄工場と民家が燃えている空撮写真が残されている[1]。
- 『土生町警防団日誌』午前0時10分から午後10時30分までに警戒警報4回・空襲警報5回鳴らされたこと、そして「本日午前十一時四十五分ヨリ約七分間ニ亘リ因島工場爆撃ヲ受ケ相当損害アリ」と記載[5][2]。ただ被害に関する詳細状況は記載されておらず、空襲時の混乱で余裕がなかったためではないかと推察されている[5]。
- 『土生国民学校日誌』警防団日誌と同様に、警戒および空襲警報の時刻を記載[5]。
- 被害者の証言。南西の生名島から突然爆音が聞こえると急いで物陰に隠れて難を逃れた。工場の屋根の殆どは吹き飛ばされ、翌日出航だった船は大破していた。防空壕に爆弾が直撃し、生き埋めになったものもいたという[1]。
- 日立造船関係者によると、日寅丸が弾薬庫被爆により転覆、他に曳船二隻が沈没したという[2]。
- 被害者の証言によると、三庄工場周辺の民家にも爆弾が落ち住民が犠牲になった[8]。中には沖縄から戦火を逃れ疎開してきた一家がこの空襲でなくなっている[15]。
- 『By Hellship to Hiroshima』にはこの日の空襲は挿絵付きで特に描写されており、工場・船舶・上陸用船艇・2隻のフリゲートが破壊されたと記載、特に「最後の、そして最も劇的な出来事」と描写している[12]。『ジャクソン日記』も特にこの日の空襲を描写している[13]。この空襲でなくなった捕虜はいない[7]。『By Hellship to Hiroshima』によると日本人は逃げまわっている中で、捕虜たちは見逃さまいと注意深く観察していたという[12]。一方で『ジャクソン日記』によると同僚が爆弾の破片によって怪我したことを記載しており、捕虜も被害にあったことがわかっている[13]。

被害者証言から死者100人以上、『By Hellship to Hiroshima』では160人の死者を含む400人の死傷者、が出たという。うち、三庄では17人が亡くなったとされている。南側対岸にあたる愛媛県弓削町誌によると軍属3人が、同じく愛媛県岩城村誌（岩城島）によると通勤工1人が爆死したという。
『By Hellship to Hiroshima』によると、8月18日に更に大規模な空襲が計画されており、もし8月15日日本が終戦宣言をしていなかったら18日の空襲で捕虜たちも被害を受け生きては帰れなかっただろうという。

## 関連資料
- 青木忠『瀬戸内の太平洋戦争「因島空襲」』青木企画、2008年6月。
- 空襲の子 - せとうちタイムズ。青木による連載。